# Barney (cráter)
Barney es un cráter de impacto de 29 km de diámetro del planeta Mercurio. Debe su nombre a la dramaturga, poetisa y novelista estadounidense Natalie Clifford Barney (1876-1972), y su nombre fue aprobado por la  Unión Astronómica Internacional en 2013.